# Catherine Woodville
Titres
Duchesse de Buckingham
mai 1465 – 2 novembre 1483
(18 ans et 6 mois)
Comtesse de Stafford
mai 1465 – 2 novembre 1483
(18 ans et 6 mois)
Duchesse de Bedford
7 novembre 1485 – 21 décembre 1495
(10 ans, 1 mois et 14 jours)
Comtesse de Pembroke
7 novembre 1485 – 21 décembre 1495
(10 ans, 1 mois et 14 jours)
Catherine Woodville (orthographié parfois Wydville, Wydeville ou encore Widvile) (née vers 1458 – 18 mai 1497) est une aristocrate anglaise.

## Biographie
Belle-sœur du roi Édouard IV, elle eut une descendance illustre. Catherine était la fille de Richard Woodville et de Jacquette de Luxembourg. Le roi Édouard IV, lorsqu'il épousa sa sœur Élisabeth, assura la promotion de plusieurs membres de la maison de Woodville. La liste civile de la reine indique notamment que pour l'année 1466-1467, Catherine faisait partie de la cour.
Peu avant le couronnement d’Élisabeth en mai 1465, Catherine avait épousé le duc de Buckingham, les deux époux étant encore enfants. Un témoignage contemporain du couronnement précise que Catherine et son mari étaient si petits qu'ils étaient portés sur les épaules d’écuyers. Selon Dominique Mancini, Buckingham ressentait ce mariage comme une mésalliance ; pour autant, le couple eut quatre enfants :  
- Edward Stafford (3e duc de Buckingham) (3 février 1478 – 17 mai 1521)
- Élisabeth Stafford (comtesse de Sussex) (vers 1479 – 11 mai 1532)
- Henry Stafford (1er comte de Wiltshire) (vers 1479 – 6 avril 1523)
- Anne Stafford (comtesse de Huntingdon) (vers 1483 – 1544)

En 1483, Buckingham prit d'abord fait et cause pour Richard de Gloucester, qu'il aida à monter sur le trône en tant que Richard III, puis d'Henri Tudor, dont il dirigea sans succès les partisans rebelles. Buckingham fut exécuté pour trahison le 2 novembre 1483.
Après la défaite de Richard III à la bataille de Bosworth en 1485, Catherine épousa l'oncle du nouveau monarque, Jasper Tudor, le 7 novembre 1485 ; puis à la mort de ce dernier (au plus tard le 24 février 1496), elle se remaria avec Richard Wingfield, qui lui survécut.